# Auxon-Dessous
Auxon-Dessous és un municipi francès situat al departament del Doubs i a la regió de Borgonya - Franc Comtat. L'any 2007 tenia 1.167 habitants.

## Demografia

### Població
El 2007 la població de fet d'Auxon-Dessous era de 1.167 persones. Hi havia 414 famílies de les quals 64 eren unipersonals (20 homes vivint sols i 44 dones vivint soles), 143 parelles sense fills, 175 parelles amb fills i 32 famílies monoparentals amb fills.
La població ha evolucionat segons el següent gràfic:
Habitants censats

### Habitatges
El 2007 hi havia 428 habitatges, 416 eren l'habitatge principal de la família, 2 eren segones residències i 10 estaven desocupats. 410 eren cases i 18 eren apartaments. Dels 416 habitatges principals, 373 estaven ocupats pels seus propietaris, 41 estaven llogats i ocupats pels llogaters i 2 estaven cedits a títol gratuït; 2 tenien una cambra, 12 en tenien dues, 16 en tenien tres, 78 en tenien quatre i 308 en tenien cinc o més. 391 habitatges disposaven pel capbaix d'una plaça de pàrquing. A 131 habitatges hi havia un automòbil i a 270 n'hi havia dos o més.

### Piràmide de població
La piràmide de població per edats i sexe el 2009 era:
| Homes | Edats   | Dones |
| ----- | ------- | ----- |
| 0     | 95 o +  | 0     |
| 0     | 90 a 94 | 12    |
| 0     | 85 a 89 | 12    |
| 8     | 80 a 84 | 0     |
| 12    | 75 a 79 | 0     |
| 16    | 70 a 74 | 24    |
| 12    | 65 a 69 | 12    |
| 8     | 60 a 64 | 12    |
| 36    | 55 a 59 | 32    |
| 60    | 50 a 54 | 40    |
| 40    | 45 a 49 | 44    |
| 60    | 40 a 44 | 52    |
| 52    | 35 a 39 | 44    |
| 24    | 30 a 34 | 48    |
| 12    | 25 a 29 | 16    |
| 44    | 20 a 24 | 44    |
| 40    | 15 a 19 | 32    |
| 20    | 10 a 14 | 60    |
| 36    | 5 a 9   | 44    |
| 40    | 0 a 4   | 20    |

## Economia
El 2007 la població en edat de treballar era de 776 persones, 567 eren actives i 209 eren inactives. De les 567 persones actives 551 estaven ocupades (284 homes i 267 dones) i 16 estaven aturades (6 homes i 10 dones). De les 209 persones inactives 89 estaven jubilades, 83 estaven estudiant i 37 estaven classificades com a «altres inactius».

### Ingressos
El 2009 a Auxon-Dessous hi havia 453 unitats fiscals que integraven 1.280 persones, la mediana anual d'ingressos fiscals per persona era de 21.314 €.

### Activitats econòmiques
Dels 38 establiments que hi havia el 2007, 3 eren d'empreses de fabricació d'altres productes industrials, 7 d'empreses de construcció, 11 d'empreses de comerç i reparació d'automòbils, 2 d'empreses de transport, 2 d'empreses d'hostatgeria i restauració, 1 d'una empresa financera, 1 d'una empresa immobiliària, 3 d'empreses de serveis, 4 d'entitats de l'administració pública i 4 d'empreses classificades com a «altres activitats de serveis».
Dels 10 establiments de servei als particulars que hi havia el 2009, 1 era un paleta, 1 guixaire pintor, 1 fusteria, 1 lampisteria, 2 electricistes, 1 perruqueria, 2 restaurants i 1 agència immobiliària.
Dels 2 establiments comercials que hi havia el 2009, 1 era una llibreria i 1 una botiga de material de revestiment de parets i terra.
L'any 2000 a Auxon-Dessous hi havia 8 explotacions agrícoles.

## Equipaments sanitaris i escolars
L'únic equipament sanitari que hi havia el 2009 era una farmàcia.

## Poblacions més properes
El següent diagrama mostra les poblacions més properes.